# Медицинский университет в Лодзи
Медицинский университет в Лодзи (пол. Uniwersytet Medyczny w Łodzi) — высшее учебное заведение в Лодзи (Польша).

## История
Идея открытия медицинского университета в Лодзи появилась в межвоенный период. В городе, насчитывающим тогда более 600 тысяч жителей, имелись лишь филиал варшавского Свободного польского университета и семинария. Основой университета послужили бы члены Лодзинского медицинского общества (1886) и отделения Варшавского гигиенического общества (1901).
10 декабря 1938 была создана так называемая Организация Медицинского университета. Её председателем стал епископ Казимеж Томчак, благодаря которому было принято решение о немедленном строительстве Лодзинского медицинского университета. Министерство социального обеспечения выделило на это 2 миллиона злотых. Строительство, однако, пришлось отложить из-за начала Второй мировой войны.
В 1945 году был открыт Лодзинский университет, в состав которого входили 3 медицинские факультета: лечебный, стоматологический и фармацевтический. Первым проректором медицинских факультетов стал Зыгмунт Шымановский. В течение нескольких месяцев после этого были созданы кафедра нормальной анатомии, кафедра гистологии, кафедра общей и физиологической химии, кафедра патологической анатомии и кафедра бактериологии.
24 октября 1949 года по распоряжению Совета министров Польши была открыта Медицинская академия в Лодзи, которая начала свою деятельность 1 января 1950 г.
В 1957 году была создана Военная медицинская академия. Несмотря на разделение между лодзинскими медицинскими академиями, они тесно сотрудничали между собой.
Открытие университета было провозглашено декретом от дня 27 июля 2002 г., когда обе академии были объединены между собой — подготовка к этому событию велась с 2000 года. Университет должен был стать альма-матер как для военных, так и для гражданских медиков. Изначально планировалось объединение академий с Лодзинским университетом, однако этот план не был реализован. Медицинский университет начал свою деятельность 1 октября 2002 года. Первым ректором стал Анджей Левиньски.

## Описание
В состав университета входят 6 научно-исследовательских институтов, 49 кафедр, 7 полностью оборудованных университетских лечебных больниц общей вместимостью 2900 коек.
Ежегодно около 438 тысяч специалистов проводят консультации в специализированных амбулаторных клиниках.
Университет сотрудничает с 22-я международными вузами.

## Факультеты и специальности
- Фармацевтический факультет
  - Медицинская аналитика
  - Фармация
  - Косметология
- Лечебный факультет
  - Лечебное дело
  - Стоматология
  - Зубная техника
  - Лечебное дело в рамках Министерства национальной обороны Польши
  - Биотехнология
  - Электрорадиология
- Факультет наук о здоровье
  - Диетология
  - Сестринское дело
  - Акушерство
  - Скорая медицинская помощь
  - Общественное здоровье
  - Физиотерапия

## Репутация
- 7-е место в Польше среди медицинских университетов согласно рейтингу Webometrics Ranking of World Universities в 2013 году.
- 45-е место среди всех вузов Польши в 2022 году[8].

## Известные выпускники
- Аарон Чехановер — израильский биолог, лауреат Нобелевской премии по химии (2004).
- Ада Йонат — израильский учёный-кристаллограф, лауреат Нобелевской премии по химии (2009).
- Марек Эдельман — кардиолог и общественный деятель, последний руководитель восстания в Варшавском гетто.
- Адам Струзик — маршал Мазовецкого воеводства.